# エレオノラ・ロッシ＝ドラゴ
エレオノラ・ロッシ＝ドラゴ（Eleonora Rossi Drago, 1925年9月23日 - 2007年12月2日）は、イタリア・ジェノヴァ出身の女優。
2007年12月2日、脳出血のためパレルモで死去。82歳だった。

## 出演作品
- 地中海の虎 I pirati di Capri (1949年)
- 人間魚雷 I sette dell'Orsa maggiore (1953年)
- 戦争と女 Destinées (1954年)
- 埋れた青春 L'Affaire Maurizius (1954年) -　キネマ旬報ベストテン第4位
- ナポレオン Napoléon (1955年)
- 女ともだち Le amiche (1955年)
- 出撃命令 Il prezzo della gloria (1956年)
- 南十字星の下 Dagli Appennini alle Ande (1959年)
- 刑事 Un Maledetto imbroglio (1959年)
- 激しい季節 Estate violenta (1959年)
- 全艦船を撃沈せよ Sotto dieci bandiere (1960年)
- ダビデとゴライアス David e Golia (1960年)
- 女の部屋 La garçonnière (1960年)
- ビザンチン大襲撃 Rosmunda e Alboino (1961年)
- 二十歳の恋 L'amour à vingt ans (1962年)
- 史上最笑の作戦 Il giorno più corto (1963年)
- もしお許し願えれば女について話しましょう Se permettete parliamo di donne (1964年)
- 私は宇宙人を見た Il disco volante (1964年)
- アンクル・トム Onkel Toms Hütte (1965年)
- 天地創造 La Bibbia (1966年)
- ドリアン・グレイ/美しき肖像 Dorian Gray (1970年)